# Rockgol
Rockgol (anciennement connu sous le nom de Rock e Gol, un jeu de mots sur le rock 'n' roll) est un championnat de football disputé par des musiciens, créé par André Vaisman, directeur de la programmation, et Lallo Amaral, directeur des événements, et diffusé annuellement par MTV Brésil entre 1995 et 2008, puis en 2011 et 2013.

## Histoire
La première édition, en 1995, se déroule  dans une salle privée à Morumbi. En 1991, Lallo Amaral organise un match de football féminin de bienfaisance entre des mannequins de l'association Ford Models Brasil et des jeunes filles entre des mannequins de l'agence Ford Models Brasil et des couvertures du magazine Playboy. À l'exception de la première édition, en 1995, et de deux éditions tenues à Rio de Janeiro — au stade Gávea de Flamengo en 2000 et à Morro dos Prazeres en 2011 —, il se déroule à São Paulo entre 1996 et 1999, et entre 2001 et 2007 au São Paulo Athletic Club (SPAC) Field Club, et en 2008 au complexe sportif Constância Vaz Guimarães à Ibirapuera.
Il se distingue par son organisation, son humour, le faible niveau technique des joueurs-musiciens et la narration, généralement assurée par des comédiens. Les deux premières éditions de Rockgol ne présentaient pas les matchs dans leur intégralité, mais seulement des résumés et des reportages. En 1997, le trio Os Sobrinhos do Ataíde présente le programme, avec Felipe Xavier comme reporter et Paulo Bonfá et Marco Bianchi comme narrateurs des matchs. En 1998, la VJ Soninha Francine et le narrateur Silvio Luiz prennent la relève en tant que présentateurs, mais Bonfá et Bianchi reviennent en 1999 pour continuer à diriger le tournoi jusqu'en 2008. Le championnat revient sur MTV en 2011 avec Marcelo Adnet comme narrateur, Edu Elias comme commentateur, Tatá Werneck et Paulo Tiefenthaler comme reporter sur le terrain. La dernière édition, qui se tient en 2013, est narrée par Paulinho Serra et Daniel Furlan et commentée par Juliano Enrico. Cette fois-ci, le championnat est revenu à São Paulo, au Campo da Aclimação, et est remporté par CPM 22.
En 2022, Rockgol 25 est annoncé, réunissant Bonfá et Bianchi pour célébrer les 25 ans de la première édition, diffusée sur TikTok à partir de janvier 2023.

## Éditions

### 1995–2013
La première année de Rockgol, Skank, Barão Vermelho, Raimundos, Maskavo, Ratos de Porão, Titãs, Os Paralamas do Sucesso et Cidade Negra y participent,. D'anciens joueurs sont invités à rejoindre les équipes, comme  Ademir da Guia, Paulo César Caju, Zé Maria, César Maluco, Luizinho, Edu, Afonsinho, Geraldão, Edu Bala et Serginho Chulapa. Le championnat se déroule sur deux jours. La première phase est celle de l'élimination. Les groupes Cidade Negra, Maskavo Roots - qui subit la pire défaite (7-0 contre Paralamas), Titãs et Raimundos sont éliminés.
En 1996, le championnat comptait déjà seize groupes inscrits, avec la participation de roadies et de musiciens. L'émission est enregistrée entre le 16 et le 19 avril au São Paulo Atlético Clube. Le groupe de Curitiba, Mr. Banana, bat Raimundos 2-0 en finale.
Après deux années au cours desquelles le championnat incluait également d'anciens joueurs et roadies, l'édition 1997 adopte des règles qui perdurent jusqu'à la fin du tournoi : seuls les groupes, chanteurs et musiciens apparaissant dans des vidéos musicales diffusées par MTV ou dont les noms figuraient sur les crédits des disques pouvaient jouer,, et c'est également la première à être diffusée dans son intégralité sur le programme. C'est également le premier championnat à associer plusieurs groupes et musiciens au sein d'une même équipe et, à partir de cette édition, le championnat dispose de tribunes et de fans, ainsi que d'un podium et de récompenses. Paulo Bonfá et Marco Bianchi sont appelés à raconter le championnat, ainsi que Felipe Xavier, qui présentait à l'époque l'émission Sobrinhos do Ataíde sur 89 FM,,. Les morceaux enregistrés donnent lieu à huit émissions, diffusées les mardis et jeudis à partir du 3 juin.
La nouveauté de l'édition 1998 du tournoi est la narration par le VJ Soninha de l'époque, avec les commentaires de Sílvio Luiz, Silvio, en plus de la narration, arbitre certains matches,. Le reporter sur le terrain est Marcelo Yuka, qui est à l'époque le batteur du groupe O Rappa. Pour la première fois, des groupes de pagode participent au tournoi.
L'édition 2003 est la première édition avec des noms présélectionnés. Le hasard veut que les deux groupes qui forment la base du champion précédent soient réunis, ce qui donne lieu à un double championnat. Douze équipes participent, réunissant environ 120 musiciens. Dans l'édition 2007, les noms sont des parodies de clubs. Puis pour l'édition 2008, les équipes ont des noms inspirés par un artiste de l'équipe. En 2009 et 2010, il n'y a pas d'édition du championnat en raison de la décision du diffuseur. En 2011, le tournoi reprend avec la présentation de Marcelo Adnet et Eduardo Elias,. Le tournoi revient à Rio de Janeiro, à l'Arena dos Prazeres, à Morro dos Prazeres. La dernière édition se déroule au stade Jack Marin du Parque da Aclimação.

### Retour
En 2023, cinq matchs seront diffusés sur TikTok, célébrant les 25 ans de la première édition avec Paulo Bonfá et Marco Bianchi, avec des influenceurs et des comédiens ainsi que des musiciens-athlètes, y compris des vétérans d'autres tournois tels que Di Ferrero, Nasi, DJ Cléston, Max Telefone de Contato (du groupe de rap DMN), Tiozão do Churrasco (Guilherme Morgado, batteur du groupe Catedral), Boina (Gilmar Bola 8, ex-Nação Zumbi) et les groupes Fresno et Planta e Raiz.